# 清掃施設工事
清掃施設工事（せいそうしせつこうじ）とは、ごみ処理施設又はし尿処理施設、その他工事としてその他の清掃施設工事を設置する建設工事。日本においては建設業法による建設工事29業種の一つ。
ごみ処理施設工事の例として、清掃センターごみ焼却炉の建設工事などであり、ごみ処理施設を総合的に設置する工事である。
し尿処理施設工事の例としては、し尿処理プラント建設工事などで、し尿処理施設を総合的に設置する工事である。なお、規模の大小を問わず浄化槽又は合併処理浄化槽によりし尿を処理する施設を建設する工事は、管工事業に該当する。また、公共下水道、流域下水道の処理設備を総合的に築造する工事は、水道施設工事業の下水処理設備工事に該当となる。また、公道下等の下水道の配管工事及び下水処理場自体の敷地造成工事は、土木一式工事に該当する。
なお、公害防止施設を単体で設置する工事については、清掃施設工事ではなく、それぞれの公害防止施設ごと、例えば排水処理設備であれば管工事、集塵設備であれば機械器具設置工事等に区分される。